# Paso de Buta Mallín
Paso de Buta Mallín är ett bergspass i Argentina, på gränsen till Chile. Det ligger i den sydvästra delen av landet, 1 200 km väster om huvudstaden Buenos Aires. Paso de Buta Mallín ligger 1 809 meter över havet.
Terrängen runt Paso de Buta Mallín är kuperad. Trakten runt Paso de Buta Mallín är nära nog obefolkad, med mindre än två invånare per kvadratkilometer.. Det finns inga samhällen i närheten.
Omgivningarna runt Paso de Buta Mallín är i huvudsak ett öppet busklandskap.